# ماثيو ويد

ماثيو سكوت ويد (وُلد في 26 كانون الأول 1987) هو لاعب كريكيت أسترالي دولي سابق. يلعب الكريكيت المحلي لصالح فريق تسمانيا، الذي يتولى قيادته، وكذلك لفريق هوبرت هوريكينز.
في كانون الأول 2020، تولّى ويد قيادة منتخب أستراليا للمرة الأولى في مباراة دولية. وفي 15 آذار 2024، أعلن اعتزاله الكريكيت ذات الكرة الحمراء بعد المباراة الأخيرة من موسم شيفيلد شيلد 2023–24. كان عضوًا أساسيًا في المنتخب الأسترالي الذي فاز بكأس العالم للكريكيت للرجال بنسخته لعام 2021 في فئة T20.

## الحياة الشخصية
وُلد ويد في هوبرت في 26 كانون الأول 1987. وهو ابن سكوت ويد، لاعب كرة قدم أسترالية سابق لعب لصالح هوثورن في دوري فيكتوريا لكرة القدم، ولناديي كلارنس وهوبرت في دوري تسمانيا لكرة القدم، وشغل لاحقًا منصب المدير التنفيذي لرابطة كرة القدم الأسترالية في تسمانيا لفترة طويلة. أما جدّه، مايكل ويد، فقد كان رئيسًا لنادي هوبرت لكرة القدم. ويد هو ابن عم مدافع نادي كولينغوود، جيريمي هاو.
مثّل ويد ولاية تسمانيا في بطولات الناشئين في الكريكيت وكرة القدم، وكان نائب قائد فريق "تاسي مارينرز" في كأس TAC، حيث لعب إلى جانب عدد من لاعبي دوري كرة القدم الأسترالي المستقبليين، مثل سام لونيرغان، وغرانت بيرتشال، وجاك ريوولت. كما مثّل أستراليا في كأس العالم للكريكيت تحت 19 عامًا عام 2006.
في سن السادسة عشرة، تم تشخيص ويد بسرطان الخصية، وتلقى جولتين من العلاج الكيميائي قبل أن يُعلن شفاؤه من المرض.
يعاني ويد من عمى الألوان، وقد واجه صعوبات في الملعب بسبب ألوان بعض كرات الكريكيت.

## مسيرته المحلية وامتياز T20

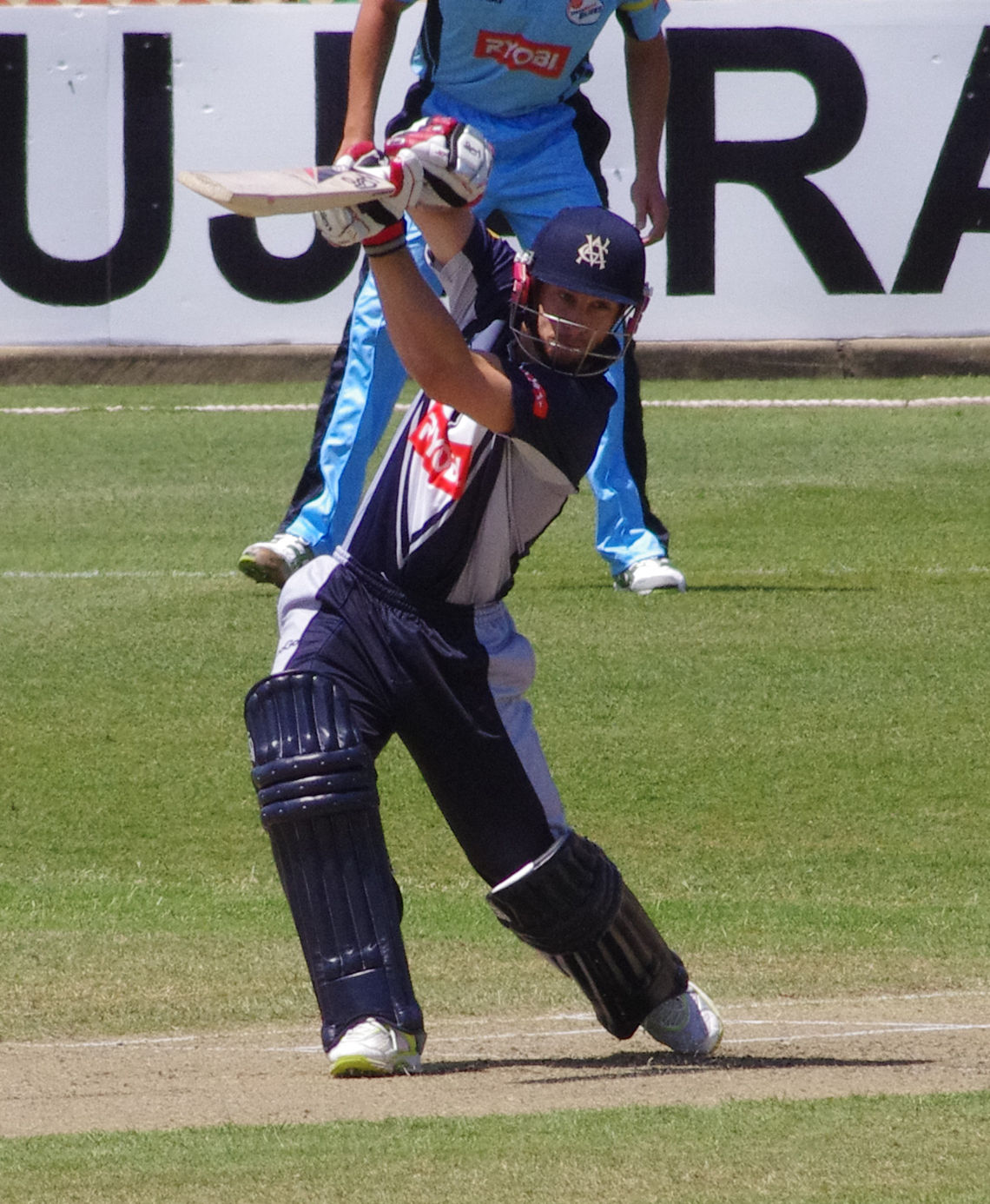
وايد يضرب لفريق فيكتوريا في عام 2011.

لعب ويد مباراة واحدة من فئة "ليست A" لصالح فريق تسمانيا تايغرز خلال موسم كأس فورد رينجر ليوم واحد 2006–07، وكانت هذه هي مباراته الوحيدة مع فريق تسمانيا في أي فئة من فئات اللعبة خلال فترته الأولى مع الفريق. كانت فرص اختياره كحارس ويكيت في ولايته الأم محدودة بسبب وجود تيم باين، الذي كان يُنظر إليه في ذلك الوقت على أنه الخليفة المحتمل لبراد هادين كحارس ويكيت للمنتخب الأسترالي. وبدلاً من محاولة أن يصبح ضاربًا متخصصًا، انتقل ويد إلى فيكتوريا في موسم 2007/08، وخلال عامين فقط أصبح الحارس الأساسي للفريق، متفوقًا على الحارس الحالي حينها، آدم كروثوايت.
سجّل ويد أول قرن له في الكريكيت من الدرجة الأولى في موسم 2008/09. وقدم أداءً مهمًا في فوز فيكتوريا في نهائي شيفيلد شيلد 2009/10 ضد كوينزلاند، حيث دخل إلى الملعب والفريق عند 5/60 وسجّل 96 نقطة. فازت فيكتوريا بالمباراة بفارق 457 نقطة وتم اختيار ويد كأفضل لاعب في المباراة. وفي عام 2013، تم إيقافه وتغريمه بسبب العبث بأرضية الملعب، وفي شباط 2015، سجل 152 نقطة لصالح فيكتوريا في بطولة شيفيلد شيلد، وهو أعلى رقم يحرزه في مباراة من الدرجة الأولى حتى تاريخه.
في كانون الثاني 2011، وقّع ويد مع فريق دلهي ديردفلز، ولعب ثلاث مباريات للفريق في الدوري الهندي الممتاز لعام 2011.
قبل موسم 2017/18، قرر ويد العودة إلى ولايته الأم تسمانيا لأسباب عائلية. وتولى دور الحارس الأساسي في الفريق، خصوصًا مع انضمام تيم باين للمنتخب الوطني، بينما تم اختيار ويد كضارب متخصص عند عودة باين من المشاركة الدولية. وانتقل ويد أيضًا من فريق ملبورن رينيغيدز إلى فريق هوبرت هوريكينز في بطولة بيغ باش. وتم اختياره لاحقًا ضمن فريق العام في بطولة شيفيلد شيلد في آذار 2018.
في منتصف موسم 2018/19، تم تعيين ويد قائدًا لفريق تسمانيا وفريق هوبرت هوريكينز بعد قرار اتحاد كريكيت تسمانيا إعفاء جورج بيلي من القيادة للتركيز على أدائه في الضرب.
في شباط 2022، اشترته غوجارات تايتنز خلال مزاد الدوري الهندي الممتاز لموسم 2022. وفي نيسان من العام نفسه، انضم إلى فريق برمنغهام فينيكس للمشاركة في بطولة "ذا هندرد" في إنجلترا. وفي كانون الأول 2022، تم اختياره من قبل فريق كراتشي كينغز كخيار من فئة البلاتين في مسودة الدوري الباكستاني الممتاز لعام 2023.

## المسيرة الدولية

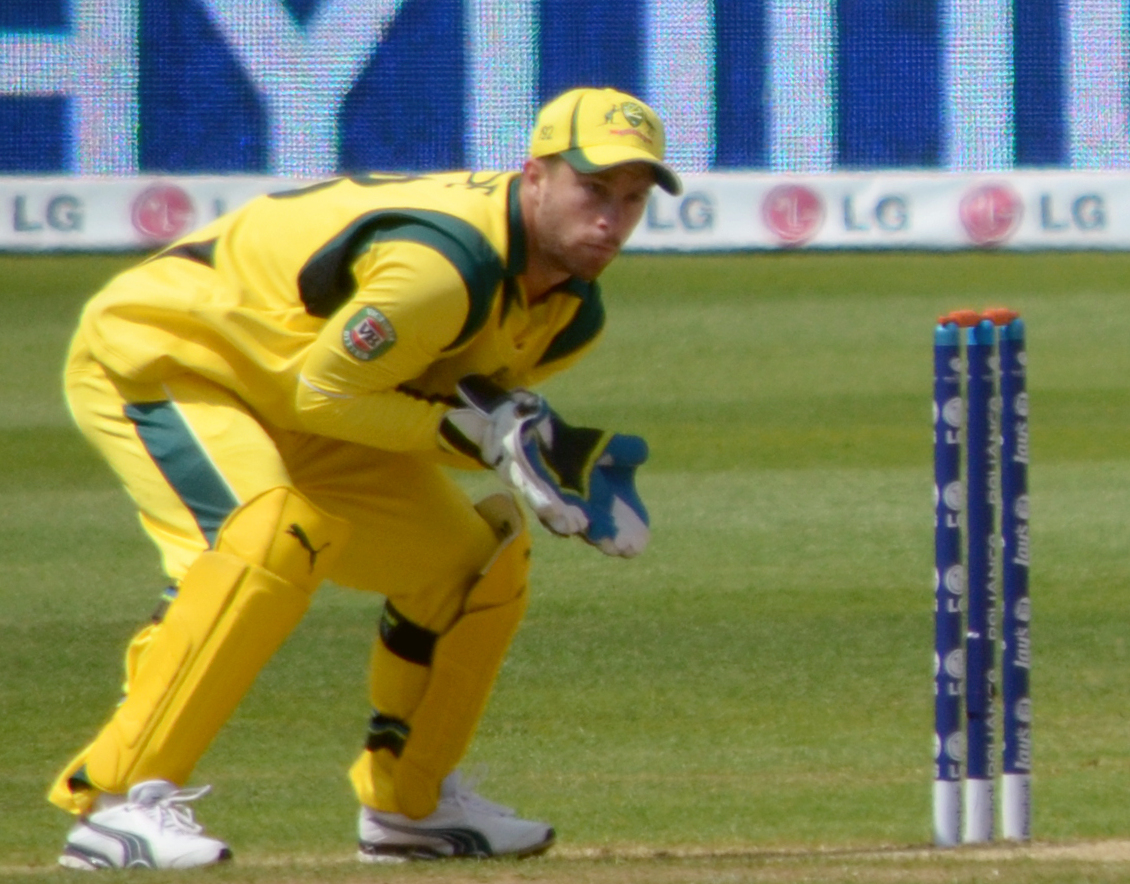
ويد حارس مرمى أستراليا في مباراة يوم واحد 2013

بعد نجاحه في بطولات الكريكيت المحلية ذات اليوم الواحد، تم استدعاء ويد لأول مرة إلى المنتخب الأسترالي في تشرين الأول 2011، لخوض مباراة T20 دولية ضد جنوب أفريقيا. وفي شباط 2012، حقق ويد اختراقه الدولي كضارب في مباراة T20 ضد الهند في سيدني، حيث افتتح الضرب وسجل 72 نقطة من 43 كرة، وتم اختياره كأفضل لاعب في المباراة.
بعد سلسلة T20 تلك، انضم ويد إلى منتخب أستراليا في مباريات اليوم الواحد ضمن سلسلة بنك الكومنولث 2011–12. فاز بجائزة أفضل لاعب في أول ظهور له، بعد تسجيله 67 نقطة من 69 كرة ضد الهند على ملعب ملبورن للكريكيت. وخلال السلسلة، رسّخ مكانته كحارس الويكيت الأساسي في الفريق لمباريات اليوم الواحد، وغالبًا ما افتتح الضرب.
كان ويد ضمن الفريق الأسترالي في جولة جزر الهند الغربية 2011–12 كحارس ويكيت في المباريات ذات اليوم الواحد. لكن بعد عودة حارس الاختبار براد هادين إلى أستراليا بسبب مرض ابنته، تم اختيار ويد بديلًا له. خاض أول اختبار له في 7 نيسان ضد جزر الهند الغربية في بربادوس، وسجل أول قرن اختبار له (106 نقاط) في الاختبار الثالث في روسو. تم اختياره بعد ذلك أمام هادين في سلسلة أستراليا ضد جنوب أفريقيا في تشرين الثاني 2012، واحتفظ بموقعه حتى نهاية موسم 2012–13، والذي شمل سلسلة داخلية ضد سريلانكا وجولة في الهند. سجّل قرنه الثاني في الاختبارات في الاختبار الثالث ضد سريلانكا في سيدني.
لكن اعتبارًا من سلسلة ذا آشفز 2013، فقد ويد مكانه في فريق الاختبارات لصالح براد هادين. واحتفظ بمكانه في مباريات اليوم الواحد لفترة، لكنه لم يُدرج في تشكيلة كأس العالم للكريكيت 2015 لصالح هادين. وبعد اعتزال هادين نهاية موسم 2014–15، عاد ويد للفريق في سلسلة ODI وT20I ضد إنجلترا عام 2015، لكنه فقد مركز حارس الاختبارات لصالح بيتر نيفيل. ولم يعد إلى فريق الاختبارات إلا في تشرين الثاني 2016، بعد غياب دام ثلاث سنوات ونصف، حيث تم استدعاؤه بدلًا من نيفيل المتعثر للمباراة الثالثة ضد جنوب أفريقيا، ثم شارك في سلسلة المباريات المنزلية ضد باكستان.
في 13 كانون الثاني 2017، سجل ويد أول قرن له في مباريات ODI، حيث أحرز 100 نقطة من 100 كرة في المباراة الأولى من سلسلة من خمس مباريات ضد باكستان. جاء هذا الأداء بعد أن كانت أستراليا في وضع صعب عند 5 مقابل 78. في الكرة قبل الأخيرة، حصل على نقطتين بسبب خطأ ميداني، مما أتاح له الاحتفاظ بالضرب وتحقيق القرن في الكرة الأخيرة. كان قد أُعلن خروجه في وقت سابق من الشوط بعد قرار LBW، لكن القرار تم إلغاؤه بعد طلب مراجعة.
في 27 كانون الثاني 2017، تم تعيينه قائدًا لمنتخب أستراليا في مباريات ODI بدلاً من المصاب ستيف سميث في السلسلة ضد نيوزيلندا. لكنه لم يكن لائقًا للمباراة الأولى وتم استبعاده من التشكيلة، فتم تعيين آرون فينش قائدًا مؤقتًا. قبل المباراة الثانية من السلسلة، تم استبعاد ويد نهائيًا بسبب إصابة في الظهر، واستمر فينش في القيادة.
في تموز 2019، انضم ويد إلى تشكيلة أستراليا في كأس العالم للكريكيت 2019 كبديل لأوسمان خواجة الذي استُبعد بسبب إصابة في أوتار الفخذ. وفي الشهر نفسه، تم اختياره ضمن الفريق المشارك في سلسلة ذا آشفز 2019 في إنجلترا. شارك في جميع المباريات الخمس، وسجل 337 نقطة في 10 أشواط بمعدل 33.70، بما في ذلك قرنين. وانتهت السلسلة بالتعادل 2–2.
في نيسان 2020، حصل ويد على عقد مركزي من اتحاد كريكيت أستراليا للموسم 2020–21. وفي 16 تموز 2020، تم اختياره ضمن قائمة أولية من 26 لاعبًا لبدء التدريب استعدادًا لجولة محتملة إلى إنجلترا بعد جائحة كوفيد–19. وفي 14 آب 2020، أكدت كريكيت أستراليا إقامة المباريات، وتم ضمه إلى الفريق.
في 6 كانون الأول 2020، قاد ويد منتخب أستراليا لأول مرة، في مباراة T20I ضد الهند على ملعب SCG بعد استبعاد آرون فينش بسبب الإصابة. وفي آب 2021، تم تعيينه قائدًا في سلسلة T20I المكونة من خمس مباريات ضد بنغلادش. وفي وقت لاحق من الشهر نفسه، تم اختياره ضمن تشكيلة أستراليا في كأس العالم للكريكيت T20 لعام 2021.
في أيار 2024، تم اختياره ضمن تشكيلة أستراليا للمشاركة في كأس العالم للكريكيت للرجال T20 لعام 2024.
وفي 29 تشرين الأول 2024، أعلن ويد اعتزاله اللعب الدولي.

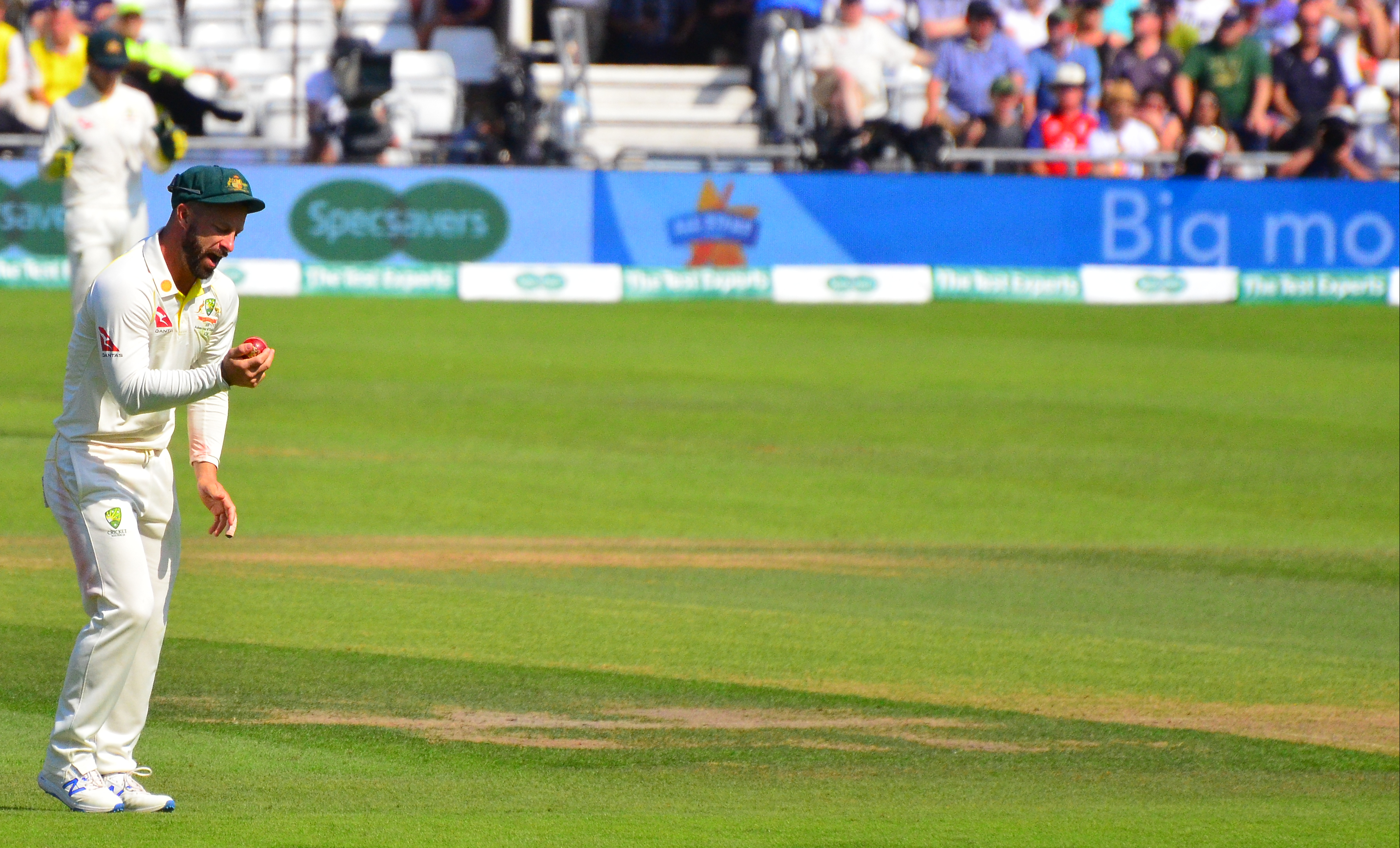
ويد يلعب في الملعب خلال الاختبار الثالث لبطولة Ashes 2019 في Headingley

## قائمة القرون الدولية
لقد سجل أربعة قرون في مباريات الاختبار وواحدة في مباراة دولية ليوم واحد .  جاءت أعلى نتيجة اختبار له وهي 117 ضد إنجلترا في The Oval في سبتمبر 2019. جاءت أعلى نتيجة له في مباراة دولية ليوم واحد وهي 100 دون أن يخرج ضد باكستان في The Gabba في يناير 2017.
| لا. | نتيجة | المعارضون     | مكان                                | تاريخ          | نتيجة         | مرجع  |
| --- | ----- | ------------- | ----------------------------------- | -------------- | ------------- | ----- |
| 1   | 106   | الهند الغربية | وندسور بارك ، دومينيكا              | 2012 أبريل 23  | فازت أستراليا | [ 6 ] |
| 2   | 102 * | SL            | ملعب سيدني للكريكيت ، سيدني         | 2013 يناير 03  | فازت أستراليا | [ 7 ] |
| 3   | 110   | إنجلترا       | ملعب إيدجباستون للكريكيت ، برمنغهام | 2019 August 1  | فازت أستراليا | [ 8 ] |
| 4   | 117   | إنجلترا       | ذا أوفال ، لندن                     | 2019 سبتمبر 12 | أستراليا خسرت | [ 9 ] |

| لا. | نتيجة | المعارضون | مكان              | تاريخ         | نتيجة         | مرجع   |
| --- | ----- | --------- | ----------------- | ------------- | ------------- | ------ |
| 1   | 100 * | باكستان   | ذا جابا ، بريسبان | 2017 يناير 13 | فازت أستراليا | [ 11 ] |

## روابط خارجية
Matthew Wade at ESPNcricinfoقالب:Australia T20I cricket captains
قالب:Tasmanian Tigers current squadقالب:Hobart Hurricanes current squad